# Les Boréades de Montréal
Pour les articles homonymes, voir Boréades (homonymie).

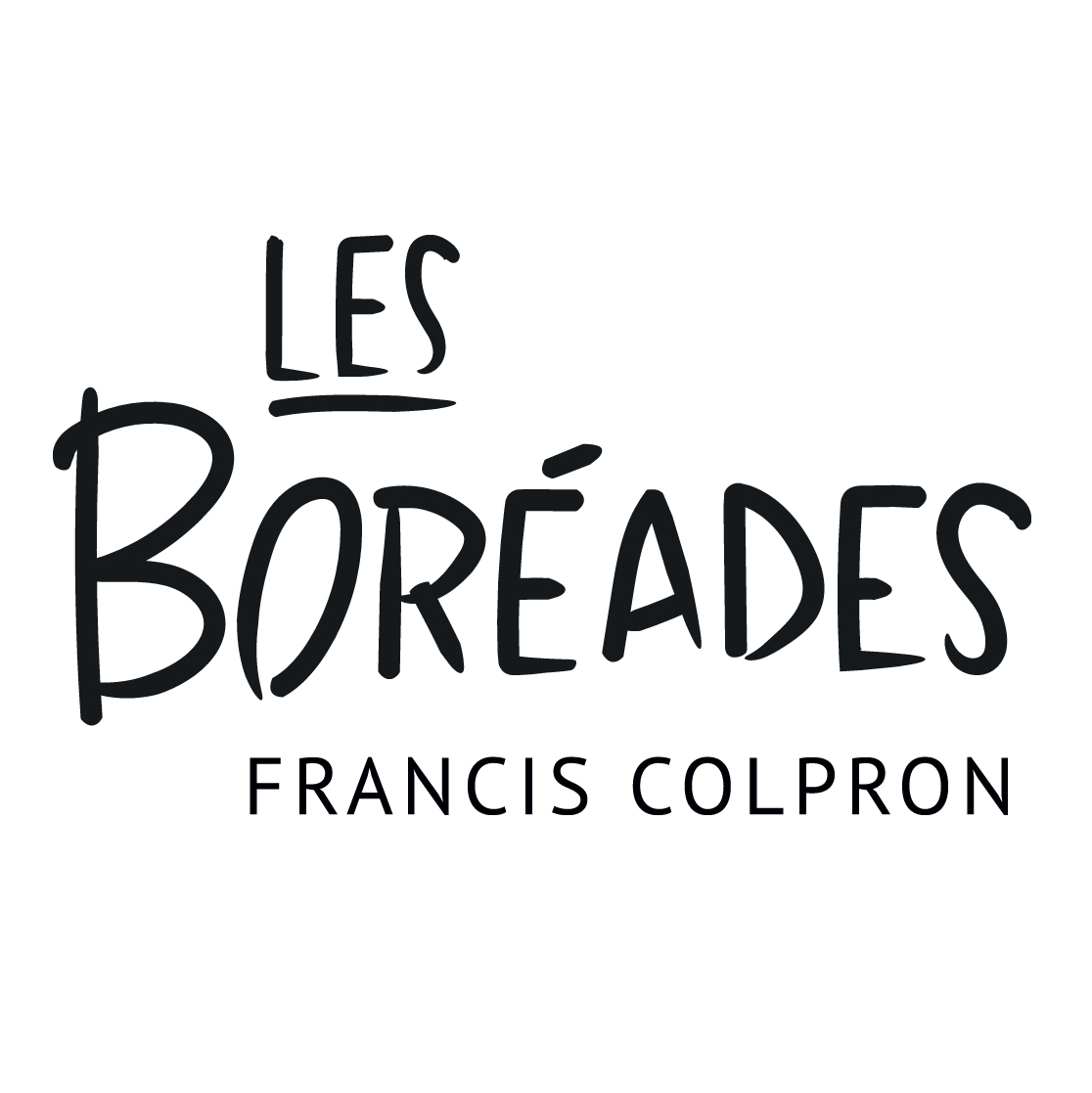
Logo de l'ensemble Les Boréades de Montréal

Les Boréades de Montréal (aussi connu sous le nom de Les Boréades) est un ensemble de musique sur instruments d'époque basé à Montréal et spécialisé dans le répertoire baroque.
L'ensemble a été fondé en 1991 par le flûtiste Francis Colpron. Son nom est inspiré de Zétès et Calaïs, les fils du Vent du Nord Borée dans la mythologie grecque.

## Historique
Les Boréades de Montréal a réalisé de nombreuses tournées, au Canada et à l’étranger, et a été invité à plusieurs festivals prestigieux. L’ensemble s’est produit à la Frick Collection de New York, au Concertgebouw d’Amsterdam, à la Salle Gaveau à Paris, au Festival de Vancouver, au Musikfest Bremen et à l’Alter Musik Regensburg.
Les Boréades compte parmi ses collaborateurs des musiciens de renom de la scène musicale baroque, tels que Hervé Niquet, directeur du Concert Spirituel, Skip Sempé, claveciniste et directeur du Capriccio Stravagante, le violoniste Manfred Kraemer, le cornettiste William Dongois, le ténor Charles Daniels ainsi que les chanteurs canadiens Matthew White et Karina Gauvin. L'ensemble a réalisé vingt-quatre enregistrements sous le label Atma Classique.